# Doppelperiodischer Veränderlicher
Doppelperiodische Veränderliche (englisch double periodic variable) sind Doppelsternsysteme, die zwei periodische Lichtwechsel zeigen. Die eine Periode ist die der Umlaufbahn und kann als Bedeckungsveränderlichkeit oder elliptischer Lichtwechsel nachgewiesen werden. Die zweite Periode ist ungefähr 33-mal länger als die primäre Periode und moduliert die Gesamthelligkeit des Doppelsternsystems.

## Eigenschaften
Doppelperiodische Veränderliche (DPV) sind bei fotometrischen Durchmusterungen der Magellanschen Wolken im Jahre 2003 entdeckt worden. Ihre Eigenschaften wurden nachträglich auch bei Sternen im galaktischen Feld der Milchstraße gefunden.
Die Eigenschaften von DPVs sind:
- Es handelt sich um halbgetrennte Doppelsterne mit einer Umlaufdauer zwischen einem und 16 Tagen
- Die Periode der Umlaufdauer ist über einen Zeitraum von Jahrzehnten stabil
- Eine zweite Periode, welche die Gesamthelligkeit des Doppelsternsystems über alle Phasen moduliert, ist 33,1-mal länger als die Umlaufdauer
- Das Spektrum entspricht dem eines frühen Sterns mit einer Spektralklasse B
- Die {\displaystyle H\alpha }-Linie erscheint in Emission und ihre Intensität schwankt mit der Periode des langen Lichtwechsels
- Ebenfalls mit der Periode des langen Lichtwechsels ändert sich der Farbindex
- Ein Infrarotexzess als Anzeichen für zirkumstellare Materie um das Doppelsternsystem
- Die HeI-Linie zeigt eine starke Dopplerverbreitung und wird als Anzeichen für eine Akkretionsscheibe interpretiert

## Interpretation
Die doppelperiodischen Veränderlichen (DPV) gehören zu den wechselwirkenden Doppelsternen und zeigen Anzeichen für einen starken Austausch von Materie. Der Begleiter hat die Hauptreihe bereits verlassen, da sein Wasserstoffvorrat im Kern teilweise oder vollständig verbraucht ist. Er füllt daraufhin sein Roche-Volumen aus und bei einer weiteren Expansion fließen Teile seiner Atmosphäre auf den zweiten Stern über. Aus Gründen des Drehimpulserhalts kann die Materie nicht direkt auf den zweiten Stern fallen, sondern es bildet sich eine Akkretionsscheibe um ihn. Der masseempfangende Stern rotiert aufgrund vorheriger Wechselwirkungen bereits am Rotationslimit und kann daher keine Materie aus der Akkretionsscheibe mehr aufnehmen. Die Scheibe wächst an, bis es zu einer Resonanz zwischen der Umlaufdauer des Doppelsternsystems und der Umlaufdauer in der äußeren Bahn der Akkretionsscheibe kommt. Die Folge ist ein Auswurf von Materie in einen Torus um das Doppelsternsystem, der die Ursache für den Infrarotexzess ist. Das Wachsen und Schrumpfen der optisch dicken Akkretionsscheibe führt zu dem beobachteten langperiodischen Lichtwechsel bei den DPVs. Diese Interpretation wird nicht unterstützt durch eine detaillierte Untersuchung an V393 Sco. Danach bleibt die Akkretionsscheibe über den gesamten langen Zyklus konstant. Dagegen strömt die Materie senkrecht zur Bahnebene in einem veränderlichen bipolaren Sternwind aus und diese Materie streut die elektromagnetische Strahlung vom Doppelsternsystem in Richtung der Erde in Abhängigkeit von der Stärke des Sternwinds. Der Wind entsteht durch die Interaktion des Gasstroms zum B-Stern und der Akkretionsscheibe um den Primärstern, wobei eine magnetische Aktivität des Begleiters ebenfalls eine Rolle spielen kann.
Nach dieser Interpretation sind die DPVs ein Bindeglied zwischen den W-Serpentis-Sternen mit einem sehr starken Materieaustausch und den Algol-Sternen mit einem schwächeren Masseaustausch als bei den doppelperiodischen Veränderlichen.

## Beispiele
AU Mon, V356 Sgr, V393 Sco